# Stygnidius guerinii
Stygnidius guerinii is een hooiwagen uit de familie Stygnidae.